# Браселс (Илиноис)
Браселс (енгл. Brussels) град је у америчкој савезној држави Илиноис.

## Демографија
По попису из 2010. године број становника је 141, што је 0 (0,0%) становника више него 2000. године.
| Група             | 2000.       | 2010.       |
| Белци             | 137 (97,2%) | 137 (97,2%) |
| Афроамериканци    | 0 (0,0%)    | 0 (0,0%)    |
| Азијати           | 0 (0,0%)    | 0 (0,0%)    |
| Хиспаноамериканци | 4 (2,8%)    | 3 (2,1%)    |
| Укупно            | 141         | 141         |